# Metamynodon
Metamynodon es un género extinto de perisodáctilos aminodóntidos, está entre los géneros ha vivido más largos aminodontes, primero apareciendo durante el Eoceno tardío, y llegando estar extinto durante el Mioceno temprano, fue suplantado por el rinoceronte semiaquático, el Teleoceras. Sus fósiles se han descubierto en Estados Unidos, Mongolia y China.

## Características

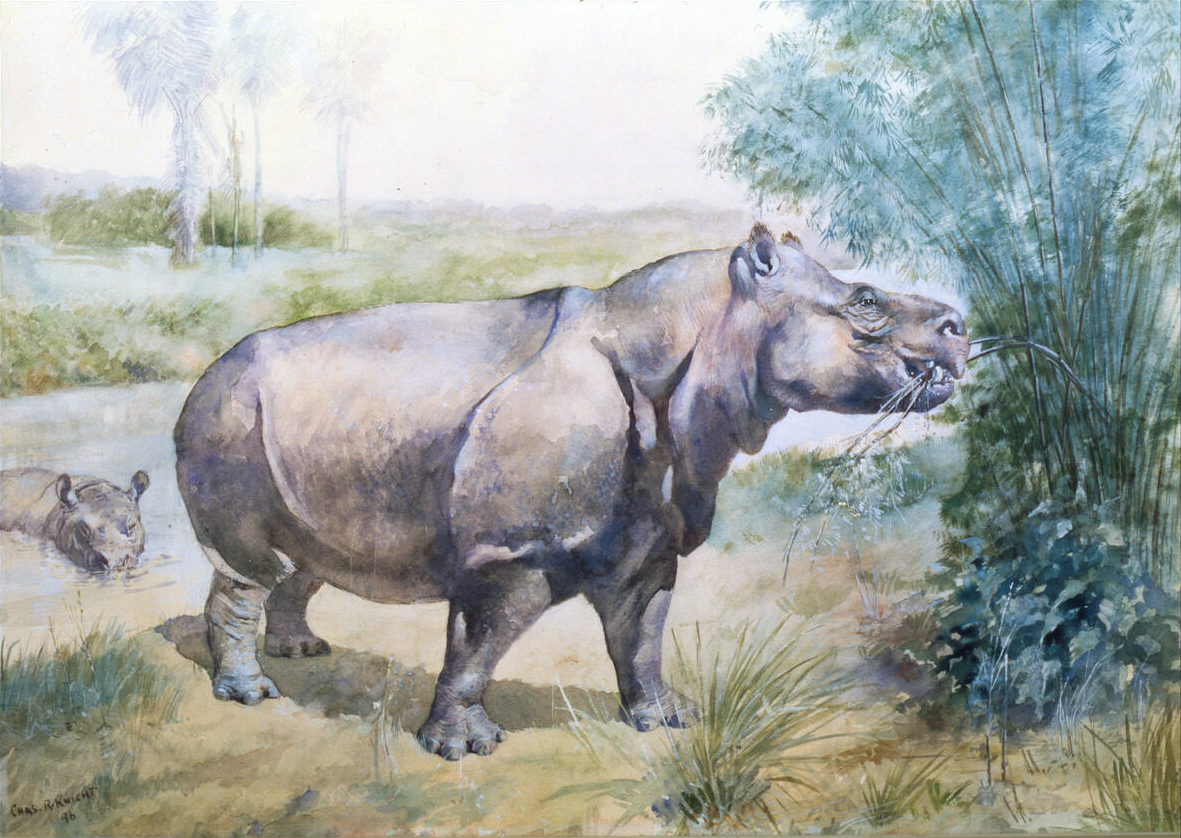
Reconstrucción por Charles R. Knight

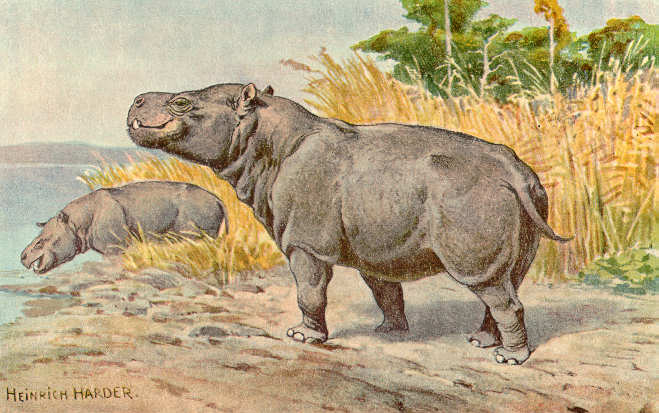
Reconstrucción por Heinrich Harder

Metamynodon planifrons, la especie mayor, medía cerca de 4 metros de longitud corporal y llegaba a pesar más de 1.99 toneladas, y, aunque estaba distantemente relacionado con los actuales rinocerontes, era más parecido a un hipopótamo. Sus patas delanteras tenían cuatro dedos en vez de los tres que se hallan en los rinocerontes modernos. Aunque era un herbívoro (como sugiere la forma de sus dientes), su cráneo tenía un borde óseo asociado típicamente con los mamíferos carnívoros. Probablemente se alimentaba de material vegetal duro, y los músculos de la mandíbula se sostenían de dicho borde. Metamynodon pudo haber usado sus caninos alargados pra buscar comida en los bancos de los ríos, y puede haber tenido también labios muy flexibles. Sus ojos se situaban en lo alto del cráneo, lo que significa que era capaz de ver mientras estaba casi enteramente sumergido, de la misma forma que en los hipopótamos o los cocodrilos.